# كاتشكانار
كاتشكانار (بالروسية: Качканар) هي إحدى مدن روسيا في الكيان الفدرالي الروسي سفيردلوفسك أوبلاست.